# Carlos do Amaral Freire
Carlos do Amaral Freire (⁣Dom Pedrito, 27 de outubro de 1931 – 17 de outubro de 2020) foi um estudioso, linguista e tradutor brasileiro. Reconhecido por sua habilidade linguística, Freire dominava mais de 30 idiomas. Tinha o conhecimento teórico e prático necessário para se comunicar nessas línguas e podia traduzir, ler e escrever nelas. Estudou, ao longo de sua vida, mais de 120 idiomas, embora se esquecesse de muitos deles — o que exigia revisão para recuperar a fluência. Ainda assim, ele estudava duas novas línguas a cada ano.
Formou-se em Letras pela Pontifícia Universidade Católica do Rio Grande do Sul. Em sua vida profissional, atuou como intérprete e tradutor na Petrobras (RJ) e também na Secretaria Estadual de Negócios Internacionais, em Porto Alegre, no governo de Jair Soares. Freire foi diretor do Centro de Estudos Brasileiros, em La Paz, e do Centro Cultural Uruguaio Brasileiro, em Montevidéu.
Sua obra Babel de Poemas é uma antologia com traduções de poemas de 60 idiomas. Foi inspirada pela obra em Esperanto Diverskolora Bukedeto, de Francisco Lorenz.
Recebeu o reconhecimento póstumo com o título de patrono do Movimento Poliglota do Brasil.

## Publicações
- Babel de Poemas (ISBN 85-254-1351-8)
- Los fonemas oclusivos y africados del aymara y del georgiano: un estudio contrastivo[5]